# Sauber C19
El Sauber C19 fue el coche con el que el equipo Sauber de Fórmula 1 compitió en la temporada 2000 de Fórmula 1. Fue impulsado por la pareja experimentada del finlandés Mika Salo y el brasileño Pedro Diniz, quienes anteriormente habían sido compañeros de equipo en Arrows en 1998.
El coche demostró ser razonablemente competitivo, pero no lo suficiente como para escapar del gran grupo de media tabla. Salo anotó seis puntos, pero no pudo resistir una oferta del incipiente equipo Toyota y se fue una vez terminada la temporada, mientras que Diniz no logró sumar ningún punto y fue despedido al final del año. El equipo terminó octavo en el Campeonato de Constructores, la misma posición que en 1999, pero con más puntos.
El equipo experimentó una de las peores carreras de su carrera en la F1 en el Gran Premio de Brasil de 2000, cuando ambos coches fueron retirados de la carrera después de repetidas fallas en el alerón trasero causadas por la superficie de la pista llena de baches.
Este automóvil introdujo pilones de montaje de suspensión delantera gemelos, un diseño que se usaría mejorado el año siguiente.

## Resultados

### Fórmula 1
(Clave) (negrita indica pole position) (cursiva indica vuelta rápida)

| Año         | Motor        | Neu. | N.º | Pilotos     | 1   | 2   | 3   | 4   | 5   | 6   | 7   | 8   | 9   | 10  | 11  | 12  | 13  | 14  | 15  | 16  | 17  | Puntos | Pos. |
| ----------- | ------------ | ---- | --- | ----------- | --- | --- | --- | --- | --- | --- | --- | --- | --- | --- | --- | --- | --- | --- | --- | --- | --- | ------ | ---- |
| 2000        | Petronas V10 | B    |     |             | AUS | BRA | SMR | GBR | ESP | EUR | MON | CAN | FRA | AUT | GER | HUN | BEL | ITA | USA | JPN | MYS | 6      | 8º   |
| 2000        | Petronas V10 | B    | 16  | Pedro Diniz | Ret | WD  | 8   | 11  | Ret | 7   | Ret | 10  | 11  | 9   | Ret | Ret | 11  | 8   | 8   | 11  | Ret | 6      | 8º   |
| 2000        | Petronas V10 | B    | 17  | Mika Salo   | DSQ | WD  | 6   | 8   | 7   | Ret | 5   | Ret | 10  | 6   | 5   | 10  | 9   | 7   | Ret | 10  | 8   | 6      | 8º   |
| Referencia: |              |      |     |             |     |     |     |     |     |     |     |     |     |     |     |     |     |     |     |     |     |        |      |